# Mai Bá
Mai Bá (tiếng Trung: 梅伯; bính âm: Mei Bo), họ Tử, thị Mai, là đại thần thời Thương trong lịch sử Trung Quốc.

## Cuộc đời
Mai Bá là em trai của vua Thái Đinh, được phong ấp ở đất Mai, nên gọi là Mai Bá, được xem là một trong những thủy tổ của họ Mai. Xét theo đó, Đế Ất, Tỷ Can, Cơ Tử phải gọi Mai Bá là chú (vương thúc), còn Tử Tân (tức vua Trụ), Tử Khải, Tử Diễn phải gọi Mai Bá bằng ông.
Tương truyền, Mai Bá bị vua Tử Tân xử hải hình (hình phạt phanh thây). Điển cố được Khuất Nguyên đưa vào thiên Thiên vấn trong Sở từ.
Theo Tống Liêm thời Minh, khi Mai Bá bị Thụ Tân xử tử, nước Mai bị xóa sổ. Năm 1123 TCN, Chu diệt Thương. Chu quân Cơ Phát phong hậu duệ Mai Bá ở đất Hoàng Mai, hiệu Trung hầu, con cháu lấy Mai làm họ (thị).

## Trong văn hóa
Trong tiểu thuyết Phong thần diễn nghĩa, Mai Bá xuất hiện ở hồi 1, giữ chức đại phu triều Thương, nhưng không nhắc đến quan hệ giữa Mai Bá với vương thất nhà Chu. Đế Ất già cả, muốn lập trữ quân, thừa tướng Thương Dung, đại phu Mai Bá, Triệu Khải cho rằng Thụ là con út nhưng có tài năng, xứng đáng trở thành vị vua tương lai. Đế Ất đồng ý, phong Thụ làm thái tử. Ba năm sau, Đế Ất băng, Thụ lên ngôi vua, tức Trụ vương.
Đến hồi 6, Thái sư Đỗ Nguyên Tiển dâng thư khuyên can Trụ vương nên tập trung quốc sự, diệt trừ yêu quái. Trụ vương nghe theo lời Đát Kỷ, phán Nguyên Tiển tội "yêu ngôn hoặc chúng", sai võ sĩ lột đồ đem ra xử chém. Bấy giờ, Mai Bá mới vào cung, thấy chuyện như thế, bèn bàn với thừa tướng Thương Dung cùng vào triều can gián:
Thừa tướng nói sao lạ vậy? Bổn phận ông coi về chuông vạc, sửa chữa âm dương, thấy nịnh thì trừ, gặp gian thì giết, khen kẻ giỏi, tiến người hiền. Vua phải thì làm thinh, vua trái thì can gián. Nay Thiên tử nghe lời nữ sắc, giết hại tôi hiền, thừa tướng không dám mở lời cản ngăn, ấy là tham sống sợ chết, lánh tội tiếc thân, như vậy đâu phải bổn phận một vị thừa tướng?
Thương Dung bèn đồng ý đi cùng Mai Bá. Trụ vương cho rằng Mai Bá chỉ là chức đại phu, xin triều kiến là không hợp quy củ, chỉ triệu Thương Dung, đuổi Mai Bá. Nhưng Mai Bá vẫn nhất quyết đi vào, chất vấn Trụ vương vì sao lại giết Đỗ Nguyên Tiển, lại khuyên:
Tôi nghe các bậc minh quân ngày xưa trị dân theo khuôn phép, nghe lời phải của trung thần, hằng ngày ngự triều lo việc, quên cả ăn ngủ, như thế mới gây được cơ nghiệp, giữ vững được mối nước. Nay bệ hạ đam mê tửu sắc, sáu tháng không ngự biết gì đến chính lệnh, thế mà có người dâng sớ can gián lại bị bệ hạ chém đầu răn chúng, thì hạ thần thiết nghĩ không biết bệ hạ răn như thế nào? Vua cũng như một tòa nhà, tôi trung như rường cột. Nếu bệ hạ chặt bỏ hết rường cột thì tòa nhà làm sao đứng vững. Xin bệ hạ xét lại, tha tội cho Đỗ thái sư để khỏi làm phật ý trăm quan, và thiên hạ trông thấy cảm đức.
Trụ vương tức giận, mắng Mai Bá là "nghịch thần", sai lột bỏ quan chức không dùng nữa. Mai Bá vì thế nổi giận, mắng Trụ vương:
Hôn quân, ngươi nghe lời Đát Kỷ bỏ đạo vua tôi. Nay bệ hạ chém đầu Đỗ Nguyên Tiển chẳng khác nào chém đầu tất cả bá tánh nơi Triều Ca này. Tôi bị cách chức không hại gì, công danh như mây khói, tôi không màng, chỉ tiếc cơ nghiệp Thành Thang gây dựng mấy đời vì hôn quân hám sắc mà đổ nát. Bởi Thái sư Văn Trọng mắc dẹp loạn Bắc phương nên hôn quân mới vứt bỏ lề luật, u ám như vậy. Mai Bá này chết xuống suối vàng vẫn còn xấu hổ không dám nhìn thấy mặt tiên quân.
Trụ vương sai võ sĩ bắt Mai Bá đem ra pháp trường, lấy dùi đồng đập làm gương. Đát Kỷ ngăn lại Trụ vương, đề nghị chế ra dụng cụ hành hình "bào lạc", lấy ống đồng nung nóng để hành hình. Khi hình cụ chế tạo xong, Trụ vương sai tất cả quan viên đến pháp trường. Mai Bá bị áp giải đến, biết được bản thân sẽ bị hành hình bằng cách đó, nổi giận quát mắng:
Hôn quân vô đạo! Ta làm quan đại phu đã ba triều, công nghiệp đến bậc nào mà phải chịu hành hình như vậy? Ta coi cái chết như lông hồng, chỉ tiếc cơ nghiệp Thành Thang một phút bị đứa hôn quân làm đổ nát. Ta chết không nỡ nhìn thấy các tiên vương dưới suối vàng.
Trụ vương giận dữ, cho người trói Mai Bá dí vào bào lạc, chỉ trong phút chốc đã hóa thành tro. Các quan viên sợ hãi không dám nói gì. Hoàng Phi Hổ than rằng:
Bệ hạ đốt Mai Bá không phải chỉ đốt một tôi trung mà đốt cả cơ nghiệp Thành Thang đấy. Lời xưa có nói: Vua bất minh tôi ắt loạn. Mối nước không thể nào gìn giữ được nữa. Chúng ta ngồi đây cũng không biết chết sống ngày nào, đừng nói là Mai Bá.